# Hubert Miłkowski
Hubert Miłkowski est un acteur polonais, né le 23 juin 1999 à Varsovie (Pologne).

## Filmographie

### Cinéma

#### Longs métrages
- 2018 : 303 Squadron de Denis Delić : Kazimierz Wünsche
- 2021 : Opération Hyacinthe (Hiacynt) de Piotr Domalewski : Arek Krajewski
- 2022 : Braty de Marcin Filipowicz : Filip

### Télévision

#### Séries télévisées
- 2020 : Stulecie Winnych : Krzysztof Kamil Baczyński (saison 2, épisode 2)
- 2020 : Dans les bois (W głębi lasu) : Paweł Kopiński, jeune (6 épisodes)
- 2021 : Pajęczyna : Marcin, fils de Cornélie (3 épisodes)
- 2021 : Kruk. Czorny woron nie śpi : Cyprian Dereń, frère de Klaudia (5 épisodes)